# 魏雄
魏雄（？—1659年），南明永曆年間鄭成功部將，永曆十三年（1659年）於江南作戰殉難。

## 事蹟
永曆十三年（1659年）6月12日，鄭成功率文武諸臣哭祭明孝陵後，於獅子山、鳳儀門、漢西門、嶽廟山等地密布營壘，魏雄之營緊連林勝、黃昌諸營。是年6月23日鄭軍與清軍決戰於南京，鄭軍諸將甘輝、藍衍、林勝等人先後戰死。魏雄率部奮戰不已，直至力竭陣亡。南京之役死事者十四將中魏雄名列其位。